# Super Bowl I

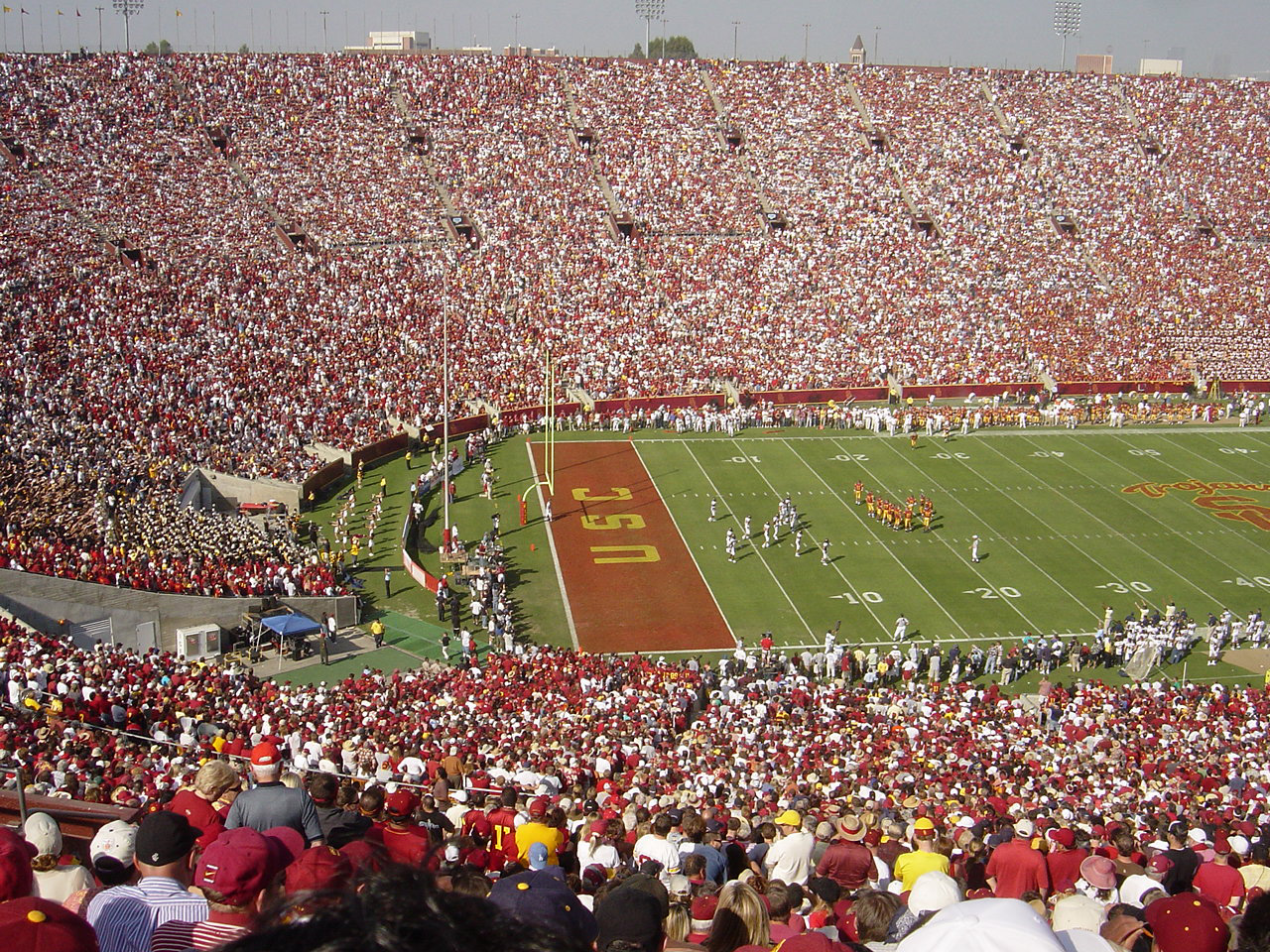
Stadion des 1. Super Bowls, 2004

Super Bowl I wird das erste Finale (Super Bowl) der Meister der US-amerikanischen American-Football-Ligen National Football League (NFL) und der jüngeren und rivalisierenden American Football League (AFL) genannt. Das Spiel fand als AFL-NFL World Championship Game am 15. Januar 1967 im Los Angeles Memorial Coliseum in Los Angeles statt. Mit knapp 62.000 Zuschauern war das Zuschauerinteresse in Los Angeles eher gering, da noch etwa 30.000 Karten bis zum Anpfiff übrig blieben. Es ist auch bis heute der einzige Super Bowl, der nicht ausverkauft ist.
Dabei gewann der Meister der NFL von 1966, die Green Bay Packers, dieses Endspiel mit 35:10 (zur Halbzeit stand es 14:10) gegen den Meister der AFL, die Kansas City Chiefs.
Der Quarterback der Green Bay Packers, Bart Starr, wurde dabei zum ersten Super Bowl MVP gewählt.

## Startaufstellung
| Kansas City Chiefs                       | Position             | Green Bay Packers |
| ---------------------------------------- | -------------------- | ----------------- |
| Offense                                  |                      |                   |
| Chris Burford                            | Split End            | Carroll Dale      |
| Jim Tyrer                                | Left Tackle          | Bob Skoronski     |
| Ed Budde                                 | Left Guard           | Fuzzy Thurston    |
| Wayne Frazier                            | Center               | Bill Curry        |
| Curt Merz                                | Right Guard          | Jerry Kramer      |
| Dave Hill                                | Right Tackle         | Forrest Gregg     |
| Fred Arbanas                             | Tight End            | Marv Fleming      |
| Otis Taylor                              | Flanker              | Boyd Dowler       |
| Len Dawson                               | Quarterback          | Bart Starr        |
| Mike Garrett                             | Halfback             | Elijah Pitts      |
| Curtis McClinton                         | Fullback             | Jim Taylor        |
| Defense                                  |                      |                   |
| Jerry Mays                               | Left End             | Willie Davis      |
| Andy Rice                                | Left Tackle          | Ron Kostelnik     |
| Buck Buchanan                            | Right Tackle         | Henry Jordan      |
| Chuck Hurston                            | Right End            | Lionel Aldridge   |
| Bobby Bell                               | Leftside Linebacker  | Dave Robinson     |
| Sherrill Headrick                        | Middle Linebacker    | Ray Nitschke      |
| E. J. Holub                              | Rightside Linebacker | Lee Roy Caffey    |
| Fred Williamson                          | Left Cornerback      | Herb Adderley     |
| Willie Mitchell                          | Right Cornerback     | Bob Jeter         |
| Bobby Hunt                               | Left Safety          | Tom Brown         |
| Johnny Robinson                          | Right Safety         | Willie Wood       |
| Quelle:                                  |                      |                   |
| Spieler in der Pro Football Hall of Fame |                      |                   |

## Halbzeitshow
Die Halbzeitpause wurde vom Trompeter Al Hirt gestaltet.

## Taktik
Die Kansas City Chiefs versuchten anfangs mit dem Laufspiel erfolgreich zu sein, wurden aber während des gesamten Spiels von der Defense der Packers gestoppt, da die mobilen Verteidiger den Blockern wesentlich überlegen waren. Die meisten der im gesamten Spiel erzielten 72 erlaufenen Yards entstanden nach Scramble-Situationen, nachdem die Packers-Defense den Quarterback der Chiefs unter Druck gesetzt hatte. Aufgrund dessen wichen die Chiefs auf das Passspiel aus. Besonders im zweiten Viertel überzeugte Dawson durch präzises Passen. Erfolgreichstes Mittel war dabei der Play Action Pass. Nachdem die Chiefs ihren ersten Touchdown erzielt hatten, begann Green Bay seine Defensestrategie umzustellen und versuchten mehr Druck auf Dawson auszuüben. Dabei ignorierten sie die Laufverteidigung. Ab der zweiten Hälfte begannen die Packers zu blitzen. Zusätzlich störten die Defensive Backs der Packers das Kurzpassspiel.

## Schiedsrichter
Hauptschiedsrichter des Spiels war Norm Schachter von der NFL. Er wurde unterstützt vom Umpire George Young von der AFL, Head Linesman Bernie Ulman von der NFL, Line Judge Al Sabato von der AFL, Field Judge Mike Lisetski von der NFL und Back Judge Jack Reader von der AFL.

## Trivia
Super Bowl I ist der einzige Super Bowl, der von zwei Sendern, NBC und CBS, übertragen wurde.